# Westerdam
La Westerdam è una nave da crociera della compagnia Holland America Line. È la terza di una serie di gemelle che comprende anche Noordam, Zuiderdam e Oosterdam. Il nome deriva dal termine olandese "West", che indica il punto cardinale Ovest.

## Storia
La nave è stata costruita da Fincantieri a Marghera (frazione di Venezia) e battezzata il 25 aprile 2004 dall'attrice olandese Renée Soutendijk.
Nel 2007 è stata sottoposta a una lieve ristrutturazione, in cui sono state aggiunte delle nuove cabine e la stazza lorda è così aumentata da 81796 a 82305.

## Navi gemelle
- Zuiderdam
- Oosterdam
- Noordam